# Mérulaxe à petit bec
Espèce
Statut de conservation UICN

 LC  : Préoccupation mineure
Le Mérulaxe à petit bec (Scytalopus parvirostris) est une espèce de passereaux de la famille des Rhinocryptidae présente en Bolivie et au Pérou.